# Tlatonile

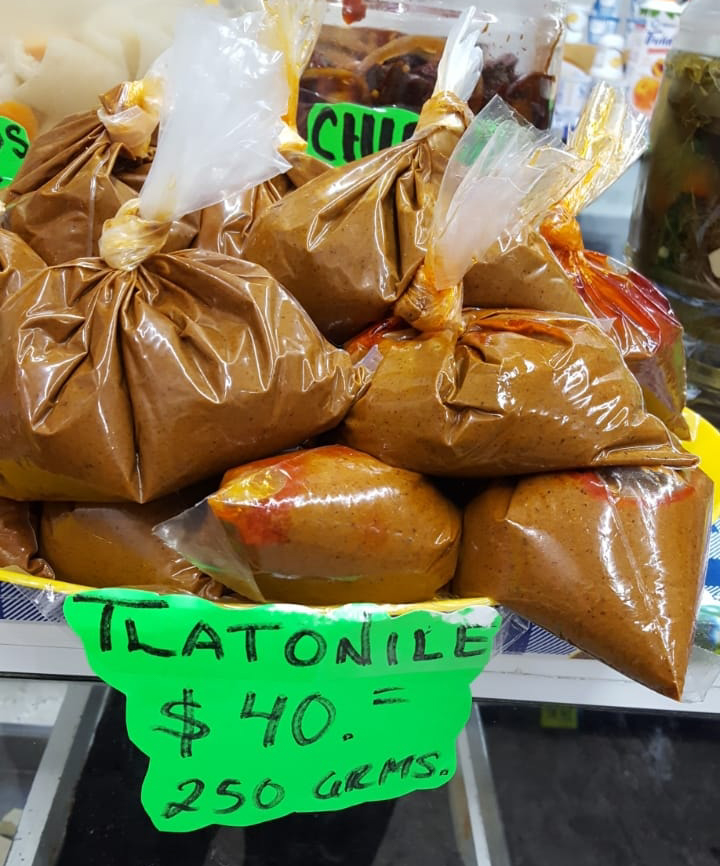
Tlatonile a la venta en un mercado de Veracruz.

El tlatonil o tlatonile (del náhuatl tlatonilli) es un mole típico de la gastronomía veracruzana, específicamente originario de Huatusco, Veracruz, México. Se elabora básicamente con dos tipos de semillas: ajonjolí, llamada en otros lugares sésamo, y semillas de pipián o pepián, que es un tipo de calabaza. Ambas simientes se muelen y se agregan a un caldo. Luego con este caldo se baña la carne, típicamente de pollo, o filete de algún pescado tipo trucha. Se suele acompañar con arroz blanco.
No confundir las semillas de calabaza pipiana (Cucurbita argyrosperma) con las pepitas de calabaza (Cucurbita moschata), que son más pequeñas y más verdes. Con estas se elaboran los pipianes, verdes, blancos o rojos, que existen por todo el país.
El tlatonile es de origen prehispánico, cuando se consideraba comida de reyes. Hoy en día es típico de Día de Muertos.

## Historia
El origen de este plato se remonta a la época prehispánica. Su nombre náhuatl, es una contracción de tlatoani («rey», «gobernante») y mulli («mole»), es decir, «mole real» o «mole de gobernante». Según el chef Muñoz Zurita en el Diccionario enciclopédico de la Gastronomía Mexicana, era típico que la madre del novio ofreciera tlatonilli el día de la boda.
Así lo explico Bernardino de Sahagún en Historia general de las cosas de Nueva España (siglo XVI):

(...) Habiendo llegado la novia á la casa del novio, luego ponian á los dos juntos al hogar, la muger á la mano izquierda del varon, y este á la mano derecha de la muger, y la suegra de la novia luego salia para dar dones á la nuera: vestiala un vipilli y poniala á los pies un cueitl (...) Hecho esto, las casamenteras ataban la manta del novio con el vipilli de la novia y la segra de la novia iba y lavaba la boca á su nuera y ponia tamales en un plato de madera junto á ella; y también uno con molli, que se llama tlatonilli. Luego daba á comer á la novia cuatro bocados, los primeros que comian; (a) despues daba otros cuatro al novio, y luego á ambos juntos los metian en la cama y cerraban las puertas, y dejábanlos á ambos solos
Historia general de las cosas de Nueva España. Vol. II (1538)

## Preparación
El tlatonile es un plato sencillo de preparar. En primer lugar, se tateman las simientes, es decir, las semillas de pipián y ajonjolí. Luego se muelen en un metate, y finalmente se cuecen con caldo de pollo hasta que espese y quede una especie de mole donde guisar la carne o pescado elegido. Se suele elegir carne de ave de corral, como gallina o pato.

## Variantes

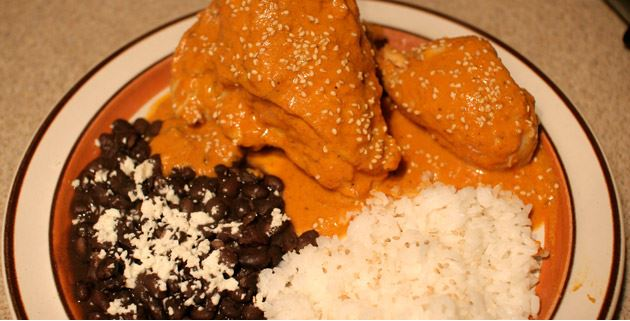
Tlatonile de pollo o pollo en tlatonile, acompañado de frijoles con gratín y arroz blanco

En Veracruz es común encontrarlo ya molido, de manera que sólo se ha de mezclar esta pasta con el caldo (igual que un mole en pasta). En esta región es común incorporar chile comapeño, un chile picante, fresco o seco, originario de Comapa, cerca de Huatusco, con un sabor muy particular y que sólo se vende en el área local. Es sustituible por otro chile seco picante, como chile de árbol.
- Tlatonile de pollo
- Pato en tlatonile, puesto que la carne de pato es más cara, se reserva para celebraciones especiales, como Día de Muertos.
- Tlatonile de la milpa, versión vegetariana que incluye tomate verde, chayote, ejotes, elote y flor de calabaza.[7]
- Tlatonile de chicatanas, que incluye en la salsa hormigas chicatanas tostadas en un comal y molidas en el metate. Las chicatanas solo se encuentran a escala local a principios del verano, y aportan un sabor muy característico al platillo.